# Août 1960

## Événements
- Soekarno interdit le parti socialiste indonésien.
- Les Majors décident une nouvelle baisse de 10 % des prix du pétrole.

- 1er août : 
  - Indépendance du Dahomey (Bénin actuel) octroyée par la France.
  - Elvis Presley est désigné comme l'ennemi public numéro 1 par un journal est-allemand.
- 3 août :
  - Le record du monde de vitesse dans l'air a été battu avec 2 196 miles par heure (3533 km/h). Il a été établi par l'avion expérimental américain North American X-15.
  - Pour la première fois, lors d'un procès aux États-Unis, un lien de responsabilité a été établi entre la mort d'un fumeur et une compagnie de tabac.
  - Indépendance du Niger[1].
- 5 août : indépendance de la Haute-Volta (actuel Burkina Faso) octroyée par la France.
- 6 août : 
  - Víctor Paz Estenssoro, président MNR de Bolivie (fin en 1964).
  - Chubby Checker interprète « The Twist » pour la première fois à la télévision lors de l'émission « American Bandstand » sur ABC.
- 7 août : 
  - Nationalisation des entreprises américaines sur le territoire cubain par Fidel Castro. Durant l’été Castro nationalise aussi toutes les banques et quelque 380 entreprises cubaines. Eisenhower décrète alors l’embargo économique total.
  - Indépendance de la Côte d'Ivoire octroyée par la France[2].
  - Ike and Tina Turner publient leur premier disque A Fool in Love.
- 8 août : la maison de disques anglaise Decca détruit 25 000 copies du disque de Ray Peterson Tell Laura I Love Her considéré comme sans goût et vulgaire.
- 9 août : au Laos, le coup de force du capitaine neutraliste Kong Le porte au pouvoir Souvanna Phouma (11 août). Le pays se déchire. La zone Vientiane, coincée entre le Nord dominé par les neutralistes et la Pathet Lao et le Sud aux mains de la droite, accepte d’être ravitaillée par un pont aérien soviétique, via Hanoi. Souvanna Phouma doit bientôt se réfugier au Cambodge (décembre).
- 10 août : 
  - adoption de la Déclaration canadienne des droits.
  - Discours d'indépendance du premier ministre du Tchad[3].
- 11 août :  
  - Lancement, de la fusée Discovery 13 avec le premier satellite relais de communication Echo I. et la première conversation téléphonique bidirectionnelle par satellite.
  - Indépendance du Tchad.
- 12 août :  
  - naissance du champion cycliste français Laurent Fignon.
  - Mise en orbite terrestre du satellite expérimental de communication Echo 1A.
- 13 août : indépendance de la République centrafricaine.
- 15 août :
  - Indépendance de la République du Congo[4] (Congo-Brazzaville) octroyée par la France.
  - Décès à Santa Monica en Californie de Jefferson Machamer (60 ans), artiste de dessins animés (The Baffles, Petting Patty et Guys and Gals »).
- 16 août :
  - Les propositions américaines pour une réduction rapide des armes nucléaires des deux pays sont rejetées par l'URSS devant la commission onusienne de désarmement.
  - Indépendance de Chypre[5] octroyée par la Grande-Bretagne après 88 ans d'occupation coloniale.
  - Joseph Kittinger saute en parachute à partir d'un ballon à 31 333 m au-dessus du Nouveau-Mexique. Il bat les records de saut en haute altitude, de la plus importante chute libre (25 700 mètres) avant ouverture du parachute, et la plus grande vitesse réalisée par un être humain (982 km/h), sans assistance motorisée.
- 17 août : 
  - Rupture des relations diplomatiques entre les Pays-Bas et l'Indonésie sur la question de la Nouvelle-Guinée néerlandaise. Des accrochages se produisent entre des commandos indonésiens parachutés dans l’Irian et les forces hollandaises.
  - Indépendance du Gabon octroyée par la France[6].
  - Le pilote américain Gary Powers est condamné à 10 ans de prison pour espionnage. Il avait été abattu avec son avion de reconnaissance américain de type U2 (avion-espion) au-dessus du territoire soviétique.
  - Les Beatles se produisent au « club Indra » à Hambourg en Allemagne, premier contrat du groupe à l'extérieur de l'Angleterre (contrat de 3 mois).
- 19 août :
  - Lancement de la fusée habitée Spoutnik 5 avec à son bord deux chiens, 40 souris, 2 rats et une collection de plantes. Tout l'équipage reviendra sur terre sain et sauf, le 20.
  - Lancement de la fusée Discover 14 avec le premier satellite américain d'espionnage Corona équipé d'un appareil de photos.
- 20 août : le Sénégal quitte la Fédération du Mali et déclare son indépendance. Sénégalais et Soudanais sont opposés sur les principes démocratiques et politiques (fédéralisme et pluralisme pour le Sénégal, État unitaire et parti unique pour le Soudan).
- 25 août :  ouverture des 17e Jeux olympiques à Rome jusqu'au 11 septembre.
- 26 août : vol du second prototype du Baade 152.

## Naissances
- 5 août : David Baldacci, écrivain américain, auteur de roman policier.
- 6 août : Ivan A. Alexandre, auteur, metteur en scène et journaliste au magazine mensuel Diapason.
- 7 août : David Duchovny, acteur américain (série X-Files : Aux frontières du réel).
- 10 août : Antonio Banderas, acteur espagnol.
- 12 août : 
  - Thierry Desroses, acteur français
  - Laurent Fignon, champion cycliste français († 31 août 2010).
- 16 août : Franz Welser-Möst, chef d'orchestre autrichien, directeur musical de l'Opéra d'État de Vienne.
- 15 août : Olivier Baumont, claveciniste français.
- 17 août :
  - Stephan Eicher, auteur, chanteur, compositeur Suisse.
  - Sean Penn, acteur américain.
  - Guilaine Chenu, journaliste française.
- 21 août : Ángel Fernández Artime, prêtre, supérieur général des Salésiens.
- 23 août : Chris Potter, acteur canadien.
- 24 août :
  - Steven W. Lindsey, astronaute américain.
  - Eli Pasquale, basketteur canadien.
  - Franz Viehböck, premier spationaute autrichien.
- 25 août : 
  - Lee Archambault, astronaute américain.
  - David Mabuza, homme politique sud-africain († 3 juillet 2025).
- 26 août : 
  - Branford Marsalis, saxophoniste de jazz américain.
  - Jim Beard, claviériste de jazz-rock américain († 5 mars 2024).
- 27 août : Ghaleb Bencheikh, physicien franco-algérien.
- 28 août : Leroy Chiao, astronaute américain.
- 30 août :
  - Mark Eyking, homme politique de la circonscription fédérale de Sydney—Victoria.
  - Philippe Jourdan, évêque catholique français, administrateur apostolique en Estonie.
- 31 août : 
  - Gord Brown, politicien canadien.
  - Hassan Nasrallah, homme politique libanais († 27 septembre 2024).

## Décès
- 2 août : Jules Lowie, coureur cycliste belge (° 6 octobre 1913).
- 5 août : Arthur Meighen, premier ministre du Canada.
- 6 août  : Charles Schneider, industriel français (° 28 juin 1898).
- 15 août : Jefferson Machamer (60 ans), artiste de dessins animés (The Baffles, Petting Patty et Guys and Gals).